# 豫東戰鬥
豫東戰鬥發生於1930年8月14日，地點則是在中國隴海線一帶，是國民革命軍內部所發生的內戰戰鬥之一，也是中原大戰主要戰役。豫東戰鬥的交戰雙方，一方為蔣中正轄下的國府中央軍，另一方為孫殿英部隊。